# 600
Cette page concerne l'année 600  du calendrier julien. Pour l'année 600 av. J.-C., voir 600 av. J.-C. Pour le nombre 600, voir 600 (nombre).
L'année 600 est une année séculaire et une année bissextile qui commence un vendredi.

## Événements
- 13 mars : mort de Léandre de Séville (ou en 601). Isidore est choisi comme évêque de la métropole de Bétique[1].
- Été : le général byzantin Comentiolus est nommé de nouveau stratège. Les hostilités sont suspendues entre les Avars et l'empire byzantin[2].
- Juillet : le pape Grégoire signale à l'évêque de Salone, Maxime, que les Slaves (Sclavi) sont déjà entrés en Italie par l'Istrie[3].
- 1er septembre : le pape Grégoire envoie des dons à l'hospice du monastère de Sainte-Catherine dans le Sinaï[4].
- Les fils de Childebert II, Thierry II et Thibert II, sont victorieux du fils de Chilpéric Ier, Clotaire II à la bataille de Dormelles. Clotaire perd les Pays entre Seine et Loire au profit du royaume de Bourgogne et le duché de Dentelin, entre Seine et Oise au profit de l'Austrasie. Son royaume est réduit à la région située entre l'Oise, la Seine et l'Océan[5].
- Japon : le régent Shôtoku Taishi envoie une ambassade en Chine[6].
- Inde : début du règne de Mahendravarman roi des Pallava de Kanchi (fin en 630)[7]. Il s’affirme comme architecte, musicien et poète. Il fait sculpter les premiers temples de la future Mamallapuram, port déjà mentionné par Ptolémée et connu pour son commerce avec Rome, le Sud Est asiatique et l’Indonésie.
- Famine en Syrie et en Palestine (600-603)[8].

## Naissances en 600
- Naissance du premier imam musulman, Ali.
- Bhāskaravarman, roi de Kamarupa († 650).

## Décès en 600
- Aneurin, barde breton.